# Косовська голосиста
Косовська голосиста або Косовський довгий крокучий півень — це порода курей, яка походить з Косова. Розвинулась як ландрас у районі Дрениці в Косово, і тому на албанській мові зазвичай породу називають Півнем з Дрениці.

## Походження та поширення
Порода виникла в регіоні Косово та прилеглих районах. До 2011 року це була рідкісно утримувана порода, однак зараз вона широко розводиться по всій Європі. Завдяки своїй унікальній особливості (тривале кукурікання) вона стала популярною серед птахівників. З Косова ця порода поширилася і в інші балканські країни. У наш час порода зустрічається в Косово, Сербії, Боснії та Герцеговині, Чорногорії, Північній Македонії, Хорватії, Словаччині, Чехії, Австрії, Німеччині, Польщі та Швеції.  

## Опис

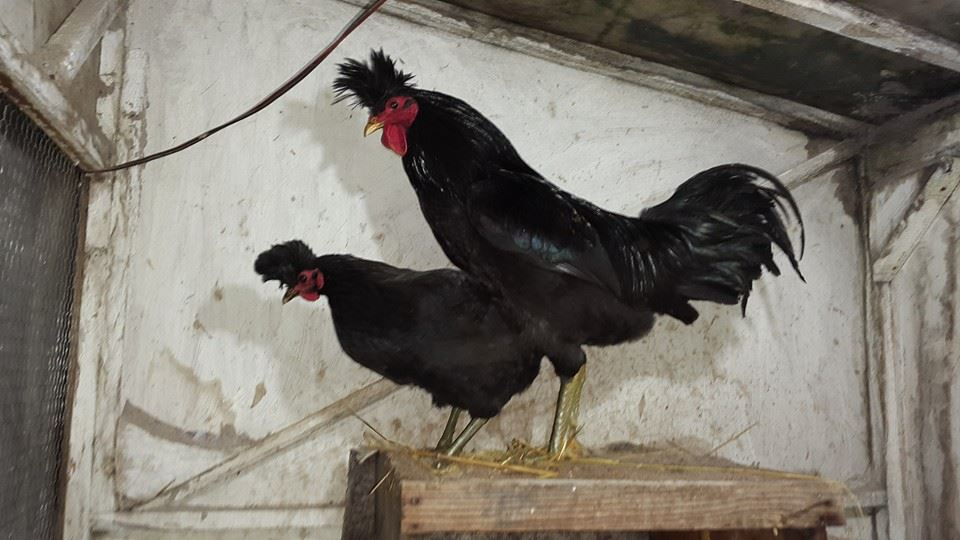
Косовський півень і курка

Птахи чорні. На півнях може бути трохи червоного або золотого пір’я на крилах. З часом на пір’ї можуть з’являтися білі плями, що є ознакою старіння. На голові є характерний гребінь чорного пір’я. На носі можуть бути два симетричні короткі роги, як роги козла. У більшості випадків їх V-подібний гребінець (гребінь) нахиляється вперед. Дзьоб у нього жовтий (або золотий), або навіть білий, тоді як ноги в основному оливково-зелені, а також сірі. Види, у яких зелені ноги, завжди мають дзьоб жовто-золотого кольору, і їх пісня триває або навіть перевищує 1 хвилину. Хвіст півня має довше пір’я у формі меча і тримається прямо (горизонтально з тілом).
Півні важать 2–3,25 кг, а курки від 1,5–2 кг. Кури не сидять і дають 160 білих яєць на рік масою 55–60 г. Курка починає виробляти яйця у віці восьми місяців. Пташенята вилуплюються коричневими. 

## Спів
Ця порода відноситься до групи довгокрилих порід курей. Спів півня в середньому становить 20–40 секунд, винятково буває тривалість 60 секунд. Півень починає співати, коли йому виповнилося шість-сім місяців.